# アンソロジー 1994-1999
『アンソロジー 1994-1999』（Anthology 1994-1999）は、2000年に発表されたイングヴェイ・マルムスティーンのベスト・アルバム。

## 概要
ポニーキャニオン在籍時に発表した「セヴンス・サイン」から「アルケミー」までのアルバムの中から日本のファンサイト投票の結果を反映したベスト・アルバムである。
帯解説は「ますますテクニックに磨きがかかり、他の追随を許さぬギタリスト、革命的ソングライター、イングヴェイ・マルムスティーンの第二期黄金期を総括するベスト・アルバム！」である。

## 収録曲
| #         | タイトル                                                                              | 作詞                                                     | 作曲                           | オリジナル・アルバム       | 時間  |
| --------- | ------------------------------------------------------------------------------------- | -------------------------------------------------------- | ------------------------------ | -------------------------- | ----- |
| 1.        | 「ギミー!ギミー!ギミー!」(Gimme! Gimme! Gimme! (A Man After Midnight))                | B. Anderson,B. Ulvaeus                                   | B. Anderson,B. Ulvaeus         | Greatest Hits Vol. 2       | 4:50  |
| 2.        | 「ネヴァー・ダイ」(Never Die)                                                         | イングヴェイ・マルムスティーン                           | イングヴェイ・マルムスティーン | セヴンス・サイン           | 3:29  |
| 3.        | 「ブラザーズ」(Brothers)                                                              | (Instrumental)                                           | イングヴェイ・マルムスティーン | セヴンス・サイン           | 3:47  |
| 4.        | 「セブンス・サイン」(Seventh Sign)                                                    | イングヴェイ・マルムスティーン                           | イングヴェイ・マルムスティーン | セヴンス・サイン           | 6:32  |
| 5.        | 「クラッシュ・アンド・バーン」(Crash And Burn)                                        | イングヴェイ・マルムスティーン                           | イングヴェイ・マルムスティーン | セヴンス・サイン           | 4:06  |
| 6.        | 「ヴェンジャンス」(Vengeance)                                                         | イングヴェイ・マルムスティーン、マイク・ヴェセーラ       | イングヴェイ・マルムスティーン | マグナム・オーパス         | 4:04  |
| 7.        | 「ファイア・イン・ザ・スカイ」(Fire In The Sky)                                       | イングヴェイ・マルムスティーン                           | イングヴェイ・マルムスティーン | マグナム・オーパス         | 4:58  |
| 8.        | 「ライク・アン・エンジェル (フォー・エイプリル)」(Like An Angel - For April)          | イングヴェイ・マルムスティーン、                         | イングヴェイ・マルムスティーン | フェイシング・ジ・アニマル | 5:48  |
| 9.        | 「マイ・レザレクション」(My Resurrection)                                             | イングヴェイ・マルムスティーン                           | イングヴェイ・マルムスティーン | フェイシング・ジ・アニマル | 4:48  |
| 10.       | 「アナザー・タイム」(Another Time)                                                    | イングヴェイ・マルムスティーン                           | イングヴェイ・マルムスティーン | フェイシング・ジ・アニマル | 5:02  |
| 11.       | 「ライジング・フォース (ライヴ)」(Rising Force (Live))                                | ジョー・リン・ターナー                                   | イングヴェイ・マルムスティーン | ライヴ!!                   | 4:30  |
| 12.       | 「アイル・シー・ザ・ライト・トゥナイト (ライヴ)」(I'll See The Light, Tonight (Live)) | イングヴェイ・マルムスティーン、ジェフ・スコット・ソート | イングヴェイ・マルムスティーン | ライヴ!!                   | 5:16  |
| 13.       | 「ウィールド・マイ・ソード」(Wield My Sword)                                          | イングヴェイ・マルムスティーン                           | イングヴェイ・マルムスティーン | アルケミー                 | 6:13  |
| 14.       | 「ハンガー18、エリア51」(Hangar 18, Area 51)                                          | イングヴェイ・マルムスティーン                           | イングヴェイ・マルムスティーン | アルケミー                 | 4:43  |
| 15.       | 「フラメンコ・ディアブロ」(Flamenco Diablo)                                           | (Instrumental)                                           | イングヴェイ・マルムスティーン | -                          | 3:15  |
| 16.       | 「アマデウス・クアトロ・ヴァルヴォーレ」(Amadeus Quattro Valvole)                     | (Instrumental)                                           | イングヴェイ・マルムスティーン | -                          | 6:35  |
| 合計時間: | 合計時間:                                                                             | 合計時間:                                                | 合計時間:                      | 合計時間:                  | 77:56 |